# Zongorakoncert (Tom és Jerry-epizód)
A Zongorakoncert (eredeti, angol címén: The Cat Concerto, ennek jelentése: „a macskakoncert”) a Tom és Jerry sorozat 29., 1947-ben megjelent része. 1947-ben elnyerte a legjobb animációs rövidfilmnek járó Oscar-díjat. A történet lényege, hogy Tom, a zongoraművész Liszt Ferenc 2. magyar rapszódiáját adja elő egy koncerten, ám megjelenik Jerry, aki megpróbál borsot törni az orra alá.

## Cselekmény
Tom híres zongoraművészként jelenik meg, aki méltóságteljesen sétál be a színpadra egy nagy hangversenyteremben. Az egész epizód során Liszt Ferenc 2. magyar rapszódiáját zongorázza, bár nem pont eredeti formájában, hanem különböző részletekben, ráadásul az eseményeknek megfelelően néhol kissé meg is változtatva. Nem sokkal azután, hogy elkezdi, kiderül: Jerry a zongora belsejében alszik, méghozzá a húrokat megszólaltató kalapácsok során, így nem csoda, hogy hamar felébred. Innentől kezdve azt láthatjuk, ahogy a macska és az egér egymással „harcol”, miközben Tomnak arra is figyelnie kell, hogy ne hagyja abba a zenélést. Míg Jerry a zongorából kinyúló ollóval próbálja elvágni Tom kezét, néhány billentyűt kiszedve egérfogót helyez azok helyére, magasra feltekeri Tom székét, illetve belülről ütögeti a húrokat, ami által a zongora kívülről nézve olyan, mintha magától zenélne, addig Tom legtöbbször úgy bánik el ellenfelével, hogy amikor az bent van a hangszerben, akkor a kis kalapácsok segítségével üti-veri-dobálja őt, természetesen a zene ütemének és dallamának megfelelően. Amikor már közeledik a mű befejezése, Jerry ismét a húrokat kezdi ütni néhány letört kalapáccsal, úgy, hogy a darab gyors és rendkívül nehéz részletét játssza, amit Tom kénytelen a billentyűkön is lekövetni. Ám amikor a záróakkordok hangzanának fel, és Tom megkönnyebbülhetne, az egér újrakezdi a nehéz, fárasztó részt, sőt, amikor megint a vége közeledik, ez még egyszer megismétlődik, így a végére a macska annyira elfárad, hogy teljesen kimerülve esik rá a billentyűsorra. A reflektorfény a hangszer belsejéből ekkor előlépő Jerryre irányul, a közönség tapsa neki jár.

## Alkotók
Az epizódot William Hanna és Joseph Barbera írta és rendezte, a producer az a Fred Quimby volt, aki éppen azon a napon, 1886. július 31-én született, amikor az itt elhangzó zenemű szerzője, Liszt Ferenc elhunyt. A Liszt-zenét Scott Bradley dolgozta át a rajzfilmnek megfelelően, az animációt pedig Ed Barge, Kenneth Muse és Irven Spence készítette.

## Plágiumvita
1946-ban a Bolondos dallamok sorozat részeként a Warner Bros. is megjelentetett egy, a Zongorakoncerthez rendkívül hasonló rajzfilmet Nyuszi rapszódia címmel. Ebben Tapsi Hapsi ül a zongoránál, és szintén a 2. magyar rapszódiát játssza, és ugyancsak egy egér próbálja ebben akadályozni. Mivel a két rajzfilm nagyjából egy időben készült, a két gyártó, a Warner és a Metro-Goldwyn-Mayer egymást vádolta plágiummal. Bár a Tom és Jerry-epizód egy évvel később jelent meg, valójában azt is 1946-ban készítették, így azóta sem lehet tudni, ki lopta el kinek az ötletét.